# 桑原伸之
桑原 伸之（くわばら のぶゆき、1947年 - ）は日本のイラストレーター・絵本作家。
北海道札幌市に生まれる。武蔵野美術短期大学卒業後、第1回読売国際漫画大賞優秀作品賞。1982年ドイツ「世界で最も美しい本のコンクール」優秀賞受賞。
現在TIS会員。

## 主な作品・共著
- 『赤ちゃんのための色のえほん』（あすなろ書房）
- 『なぞなぞポケット(げんきわくわくえほん)』 （フレーベル館）
- 『もうすぐ一年生』（小峰書店）
- 『赤ちゃんのためのことばの絵本』（あすなろ書房）
- 『ともだち(リトルブック)』 （小峰書店）
- 『ペンギンのかいすいよく(リトルブック)』 （小峰書店）
- 『どうぶつのおやこ(リトルブック)』（小峰書店）
- 『くだもの・やさい』（小峰書店）
- 『ペンギンのたまご』 （小峰書店）

など多数。